# Đường đua nghẹt thở
Đường đua nghẹt thở (tên gốc tiếng Anh: Rush) là một bộ phim năm 2013 được đạo diễn bởi Ron Howard dựa trên kịch bản được viết bởi Peter Morgan, nói về Mùa giải Công thức 1 vào năm 1976 và sự đối đầu giữa hai tay đua James Hunt và Niki Lauda. Phim có sự diễn xuất của Chris Hemsworth trong vai Hunt và Daniel Brühl trong vai Lauda. Phim ra mắt lần đầu tại London vào ngày 2 tháng 9 năm 2013, được chiếu tại Liên hoan phim quốc tế Toronto 2013, và lần đầu công chiếu tại rạp vào ngày 13 tháng 9 năm 2013.
Phim này đã đoạt Giải BAFTA cho dựng phim xuất sắc nhất (2013)